# Gunnar Bergsten & Peter Nordahl play Lars Gullin
Gunnar Bergsten & Peter Nordahl play Lars Gullin är ett musikalbum från 2000 där barytonsaxofonisten Gunnar Bergsten och pianisten Peter Nordahl spelar musik av Lars Gullin.

## Låtlista
All musik är skriven av Lars Gullin.
1. Kvarteret Oron – 5'19
2. Danny's Dream – 4'50
3. I've Seen – 5'42
4. Silhouette – 3'52
5. Late Date – 4'41
6. Gabriella/Primavera – 5'54
7. Mazurka – 3'29
8. Fine Together – 6'13
9. Merlin – 4'52
10. Ma – 4'57

## Medverkande
- Gunnar Bergsten – barytonsaxofon
- Peter Nordahl – piano

### Fotnoter
1. ↑  ”Svensk mediedatabas”. http://smdb.kb.se/catalog/id/002004404. Läst 11 oktober 2011.